# Umzantsia amazana
Umzantsia amazana — викопний вид базальних чотириногих хордових, що існував наприкінці девонського періоду.

## Історія відкриття
Скам'янілі рештки виду знайдені в селі Ватерлоо-Фарм поблизу міста Греямстаун на півдні ПАР. Відомий за рештками черепа та ключиці. Поруч знайдено рештки більшої амфібії, яку описано як Tutusius umlambo. На основі цих решток у 2018 році палеонтологи Роберт Гесс з  університету Родса (ПАР) і Пер Ерік Альберг з Уппсальського університету описали нові вид та рід.

## Палеоекологія
Тварина досягала в довжину близько 70 см. У нього була тонка нижня щелепа, заповнена дрібними загостреними зубами. Регіон, де знайдені рештки, у девонському періоді знаходився за полярним колом. У цей час клімат був м'якшим ніж сучасний. Вид мешкав у річках серед лісів, але у даному регіоні тваринам доводилося переживати полярну ніч, що тривала декілька місяців.